# Фридрих II фон Берг
Фридрих II фон Берг (на немски: Friedrich von Berg; * ок. 1120; † 15 декември 1158 при Павия), е като Фридрих II от 1156 до 1158 г. архиепископ на Кьолн.

## Живот
Той е син на Адолф II († 1170), граф на Берг, и втората му съпруга Ирмгард от Шварценбург-Васербург, племенница на Фридрих I фон Шварценбург, архиепископ на Кьолн (1100 – 1131), дъщеря на граф Енгелберт фон Шварценбург († сл. 1125). Брат е на архиепископ Бруно III фон Берг, племенник на архиепископ Бруно II фон Берг и чичо на архиепископ Св. Енгелберт I фон Кьолн.
Фридрих е от 1140 до 1156 г. пропст на „Св. Георг“ в Кьолн. През 1150 г. в оспорвани избори е избран за епископ на Утрехт, но това не е признато от крал Конрад III. През май 1156 г. в Кьолн има отново оспорван избор на епископ. По-младите от колегията избират Фридрих фон Берг за архиепископ. Император Фридрих I Барбароса го признава на събрание в Регенсбург и го изпраща в Рим за помазване за епископ, където и папа Адриан IV през 1157 г. го признава.
Фридрих е учен, човечен и печели сърцата на много хора. Той е верен на император Фридрих Барбароса и го придружава в неговия втори поход в Италия. Той пада от кон и умира на 15 декември 1158 г. при Павия. Погребан е в манастир Алтенберг.